# Аніщенко Олександр Григорович
Олекса́ндр Григо́рович Ані́щенко (17 грудня 1969, Суми — 5 травня 2014, Слов'янськ) — український спецпризначенець, полковник (посмертно) Служби безпеки України, заступник начальника відділу Центру спеціальних операцій «Альфа» УСБУ в Сумській області. Загинув під час антитерористичної операції на сході України. Герой України.

## Життєпис
Олександр Аніщенко народився в Сумах. Навчався у Сумській середній школі № 4. З 1987 по 1993 навчався у Сумському державному педагогічному інституті на факультеті фізичного виховання. Під час навчання працював у 4-й школі вчителем фізичної культури.
З 1990 року по 1992 — працював у воєнізованій пожежній частині № 7 міста Суми. Військову службу у Службі безпеки України проходив з 1993 року.
У 2006 році охороняв новообраного мера Сум Геннадія Мінаєва.
З 2008 року обіймав посаду заступника начальника відділу Центру спеціальних операцій боротьби з тероризмом і захисту учасників кримінального судочинства та працівників правоохоронних органів Служби безпеки України в Управлінні Служби безпеки України в Сумській області.
На момент загибелі обіймав посаду заступника начальника підрозділу спеціального призначення «Альфа», однак стало відомо, що документи про його призначення начальником сумської «Альфи» були майже готові. За словами рідних, Олександр вважався одним з найкращих снайперів України.
Під час київського Євромайдану в лютому 2014 серед силовиків, що отримали наказ стріляти у мітингувальників, Аніщенко відмовився брати участь у спецоперації та написав рапорт, який, фактично, означав його звільнення з силових структур. Втім, після втечі Януковича до РФ, прийнято рішення залишити Олександра Аніщенка та інших бійців-«саботажників» сумської «Альфи» на службі.
5 травня 2014 року Олександр Аніщенко загинув у бою з терористами організації «ДНР» та російськими найманцями на східній околиці Слов'янська в районі залізничного переїзду. Близько 14:00 в селі Семенівка під час проведення спеціального заходу моторизована група потрапила у засідку. У ході бою, тривалістю більше години, під вогнем, маючи численні поранення, Аніщенко продовжував вести вогонь. Він намагався захистити поранених товаришів, прикривши їх від під пострілу з гранатомета, внаслідок чого Олександра розірвало на шматки. Тоді ж загинули офіцер «Альфи» Руслан Лужевський, прапорщик НГУ Віктор Долинський, важких поранень зазнав капітан Андрій Рєзнік.
7 травня 2014 року офіцера поховали на Алеї почесних громадян центрального кладовища Сум. У Аніщенка залишилися дружина, донька та літні батьки.
У березні 2017 року Апеляційним судом Сумської області встановлено юридичний факт загибелі Аніщенка Олександра Григоровича як пов'язаний з виконанням обов'язку військової служби внаслідок збройної агресії Російської Федерації проти України.

## Відзнаки та нагороди
- Звання Герой України з удостоєнням ордена «Золота Зірка» (2 січня 2015, посмертно) — за виняткову мужність, героїзм і самопожертву, виявлені у захисті державного суверенітету та територіальної цілісності України, вірність військовій присязі[3]
- Орден Богдана Хмельницького III ст. (20 червня 2014, посмертно) — за особисту мужність і героїзм, виявлені у захисті державного суверенітету та територіальної цілісності України, вірність військовій присязі та незламність духу[4]
- Відомчі відзнаки СБУ — медалі «10 років СБУ», «15 років СБУ», «За відзнаку в службі» I, II, III ст.[5]

## Вшанування пам'яті
2 вересня 2014 року за рішенням Сумської міської ради співробітнику Центру спеціальних операцій СБУ полковнику Олександрові Аніщенку посмертно присвоєне звання Почесного громадянина міста Суми.
На честь героя з початку нового навчального року перший курс у Національній академії СБУ названо ім'ям Олександра Аніщенка.
15 вересня 2014 року в загальноосвітній школі № 4 м. Суми відкрито меморіальну дошку полковнику СБУ Олександрові Аніщенку.
Ім'я Героя України Олександра Аніщенка з 2015 року носить Сумська ЗОШ І—ІІІ ступенів № 4. У травні 2015 року в цьому закладі освіти відкрито музей історії школи. Особливе місце в роботі музею посідає експозиція, присвячена випускнику цієї школи Олександрові Аніщенку.
2015 року Укрпошта випустила художній маркований конверт серії «Героям Слава!», присвячений Герою України полковнику Олександрові Аніщенку.
23 травня 2015 року в Семенівці на околиці Слов'янська відкрито пам'ятник співробітникам Служби безпеки України, військовослужбовцям Національної гвардії України, високомобільних десантних військ, які загинули на території Слов'янського району Донецької області. 11 травня 2017 відбулося урочисте відкриття вже реконструйованого, оновленого пам'ятника, на якому увічнені імена 5 воїнів.
5 травня 2016 року в Сумах урочисто відкрили вулицю Олександра Аніщенка.